# Diana, New York
Diana este un oraș din comitatul Lewis, statul New York, Statele Unite ale Americii. Orașul se află la altitudinea de 266 m deasupra n.m., la granița de nord-est a comitatului. Localitatea se întinde pe suprafața de 364,8 km2, dintre care 355,7 km2 pe uscat. Conform recensământului din anul 2000, populația  a fost de 1.661 de locuitori.